# アルコキシド

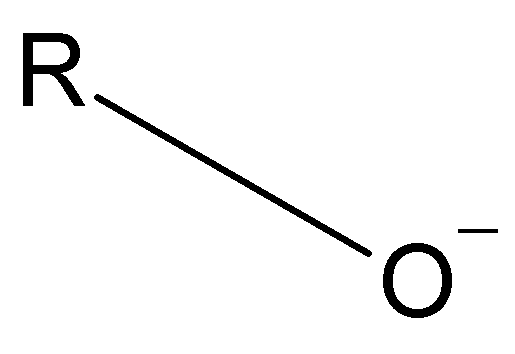
アルコキシドの一般式

アルコキシド（英: alkoxide）とは、アルコールの共役塩基であるアニオンのことで、有機基が負電荷を持つ酸素につながった構造 RO-（R は有機基）を持つ。また、アルコールのヒドロキシ基の水素が金属で置換した化合物の総称でもある。IUPAC命名法ではアルコキシドの別名としてアルコラート（alcoholate）という呼称も許容するが、アニオン種を表す場合はアルコラートと呼ぶことができない。なお、フェノール類の共役塩基はフェノキシドと呼ぶ。

## 性質
金属種がナトリウム、カリウムなどアルカリ金属の場合はイオン結合性であるが、マグネシウムやアルミニウムなどの場合はイオン結合と共有結合の中間的な性質を示すなど、カウンターカチオンの種類によっても金属-アルコキシド間結合の性質は変化する。
アルカリ金属のアルコキシドは強い塩基であり、かつ強い求核剤である（ただし、R 基の立体障害が大きい場合は求核性が弱められる）。アルコキシドは一般に水などのプロトン性溶媒の中では不安定であるが、ウィリアムソンエーテル合成などのさまざまな反応において反応中間体や活性種としてはたらいている。
金属ナトリウムなど、プロトンよりも酸化還元電位がかなり高い金属の場合、アルコールに金属が溶ける際に水素ガスを放出して金属アルコキシドが生じる。この反応は硫酸がイオン化傾向の大きい金属を溶解する場合に相当し、アルコールは酸のようにはたらいている（プロトンが金属を酸化することで金属がイオン化する）。
{\displaystyle {\ce {{R-OH}+Na->{R-O^{-}}+{Na^{+}}+{\frac {1}{2}}H2}}}
塩基性の水溶液中においては、残存する水がアルコールよりも酸性度が高いのでアニオン交換して水酸化物イオン (OH-) を生成するため、定量的にアルコキシドを生成することはできない。すなわち、アルコキシドは水中では寿命が短く、わずかな量しか存在し得ない。もしも定量的にアルコキシドを調製したい場合は、ジエチルエーテルやテトラヒドロフランなど、非プロトン性の溶媒中で強塩基をアルコールに作用させればよい。そのための強塩基としては、有機リチウムや水素化ナトリウムなどが用いられる。金属ナトリウムをエタノールなどのアルコールに加えてアルコキシドを発生させ、そのまま溶液として使用する場合もある。

## 用途
ナトリウムメトキシド、ナトリウムエトキシド、カリウム t-ブトキシドなどは市販品が入手可能である。これらはいずれも強塩基である。さらに カリウム t-ブトキシドは、tert-ブチル基の立体障害のために求核性が低く、脱プロトン化を選択的に起こしたい場合の強塩基として多用される。
アルコキシドは、その強塩基性により、ケトンのα位からプロトンを引き抜き、エノラートを発生させることができる。クライゼン縮合、アセト酢酸エステル合成、ファヴォルスキー転位などの有機合成反応において、塩基として用いられる。アルコキシドの求核性を利用する反応としては、ウィリアムソン合成、エポキシドの開環反応などが挙げられる。
また、アルミニウム 2-プロピレート（この化合物はトリイソプロポキシアルミニウムと呼ばれる）はメールワイン・ポンドルフ・バーレー還元に利用される。